# إيغور أنطون
إيغور أنطون (بالإسبانية: Igor Antón)‏ ولد بتاريخ 2 مارس 1983 في غالداكو، منطقة إقليم الباسك، إسبانيا، هو دراج إسباني في صنف سباق الدراجات على الطريق.

## سجل النتائج

### سباقات أو مراحل فاز بها
- طواف إسبانيا
- طواف سويسرا
- طواف إيطاليا

## وصلات خارجية
- الموقع الرسمي

## روابط خارجية
- إيغور أنطون على موقع الاتحاد الدولي للدراجات (الإنجليزية)
- إيغور أنطون على موقع أرشيف الدراجات (الإنجليزية)
- إيغور أنطون على موقع إحصائيات الدراجات الإحترافية (الإنجليزية)
- إيغور أنطون على موقع نسبة الدراجات (الإنجليزية)
- إيغور أنطون على موقع CycleBase (الإنجليزية)